# Iko Iko
Iko Iko [ˈaɪkoʊ ˈaɪkoʊ] ist ein Lied aus dem Jahr 1953 mit dem ursprünglichen Titel Chock-A-Mo, das bei der Erstveröffentlichung irrtümlich unter dem Titel Jock-A-Mo erschien. Die bekannte Melodie stammt aus der Feder des lebenslang in New Orleans beheimateten Musikers James „Sugar Boy“ Crawford und wurde von dem ebenfalls aus Louisiana stammenden Lloyd Price arrangiert.

## Geschichte
Es gibt viele Spekulationen über die im Lied verwendeten nicht-englischen Wörter und eine Reihe von sich teilweise widersprechenden Interpretationen dazu.
Durch die Verwendung des Liedes beim Karneval in New Orleans und den dortigen Mardi-Gras-Umzügen in indianerähnlichen Kostümen vermutete man lange einen indianischen Ursprung der Worte.
Diese Theorie wurde vor allem dadurch unterstützt, dass „Sugar Boy“ Crawford die Herkunft der von ihm benutzten Worte damit erklärte, zwei „Indianerstämme“ am Mardi Gras gehört zu haben, die sich spaßeshalber gegenseitig mit diesem Lied aufgezogen hätten. Und tatsächlich soll chockma bzw. die Wortkombination chockma finha in der Chickasaw-Sprache eine Begrüßung beschreiben, wobei Chockma wörtlich so viel wie „es ist gut“ heißt und finha ein verstärkender Elativ ist, der in diesem Zusammenhang als „sehr“ zu deuten ist.
Einen weitaus größeren Bekanntheitsgrad erzielte das Lied durch die Aufnahme des US-amerikanischen Gesangstrios The Dixie Cups, das 1965 von dem Produzentenduo Leiber/Stoller nunmehr unter dem Titel Iko Iko auf den Markt gebracht wurde. Die Sängerinnen erklärten, das Lied von ihrer Großmutter schwarzafrikanischer Herkunft zu kennen, was neue Spekulationen zu im Lied vorkommenden Wörtern in Gang setzte. Unterstützung fand diese Version vor allem durch die Recherchen des Reporters Drew Hinshaw, der bei einer Parade in Ghana mit den wechselseitigen Rufen Iko Iko! Aayé konfrontiert wurde und dem anschließend ein Professor für Linguistik bestätigte, dass die meisten der im Lied verwendeten Fremdwörter tatsächlich einer westafrikanischen Sprache entstammen sollen. Des Weiteren wurde ihm später von einem Professor für kreolische Studien die Verwandtschaft zur kreolischen Sprachgruppe bestätigt, wonach die im Lied vorkommenden Wörter eine Mischung der in Westafrika vorkommenden Yoruba-Sprache und französischem Kreolisch seien.
So kommt eine Deutung zu dem Ergebnis, dass der Text in einer kreolischen Sprachform verfasst ist, wie sie in Louisiana gesprochen wurde und diese um einige indianische Chickasaw-Wörter angereichert wurde. Diese Annahme stimmt mit anderen Untersuchungen überein, die zu dem Schluss kommen, dass die entsprechenden Wörter der Cajun-Sprache bzw. dem akadischen Dialekt entstammen. In dieser Interpretation werden die Cajuns als eine in Louisiana ansässige frankophone Bevölkerungsgruppe mit auch indianischen und afroamerikanischen Vorfahren beschrieben.

## Die nichtenglische Textpassage
In den folgenden Untersuchungen geht es um diese Textpassage:

Iko iko an day

Jockomo feena a dan day

Jockomo feena nay

Die vielleicht wahrscheinlichste Übersetzung der nichtenglischen Textzeilen des Liedes wird wie folgt interpretiert:
| Originaltext            | Sprachliche Herkunft          | Ursprungsworte                  | Übersetzung |
| ----------------------- | ----------------------------- | ------------------------------- | --- |
| Iko Iko                 | Kreolisches Französisch       | Akout! Akout! (vom frz. écoute) | Hört, hört |
| An day                  | Kreolisches Französisch       | an déyè (vom frz. au derrière)  | Da hinten |
| Jockomo feena           | Chickasaw                     | chokma finha                    | Es ist sehr gut (Begrüßung) |
| A dan day               | Kreolisches Französisch       | au dan déyè                     | Da hinten |
| Jockomo feena a dan day | vgl. die beiden oberen Zeilen | chokma finha au dan déyè        | Anmerkung: Zusammenfassung der beiden oberen Zeilen, bei denen es sich um eine Kombination von Chickasaw und kreolischem Französisch zu handeln scheint (wie auch in der nächsten Zeile). Da es eine Begrüßungsformel ist, könnte es in etwa so viel zu bedeuten wie „Geht es euch (da hinten) gut?“ bzw. im übertragenen Sinne: „Seid Ihr gut drauf?“ |
| Jockomo feena nay       | Chickasaw-Kreolisch           | ane (vom frz. année)            | Es ist ein sehr gutes Jahr (diese Feststellung bezieht sich möglicherweise direkt auf den „heutigen“ Faschingsdienstag und den bevorstehenden Umzug, auf den man ja wieder ein Jahr gewartet hat.) |

## Coverversionen
Der Song wurde immer wieder gecovert, sowohl als Pop-, als auch als Jazz- und Reggae-Song. Coverversionen des Liedes wurden unter anderem aufgenommen von:
- 1965: The Dixie Cups
- 1965: The Rockin’ Berries
- 1967: The Teckels
- 1969: Warren Zevon
- 1972: Dr. John
- 1978: Grateful Dead
- 1982: Natasha
- 1982: The Belle Stars – Soundtrack: Rain Man (1988), Hangover (2009)
- 1983: Pia Zadora
- 1986: Cyndi Lauper
- 1989: Amy Holland – Soundtrack: Mein Partner mit der kalten Schnauze (1989)
- 1992: Unique II
- 1995: Willy DeVille
- 1995: Goombay Dance Band
- 2000: Aaron Carter – Soundtrack: Der kleine Vampir (2000)
- 2012: Larry Williams (als Jockamo a.k.a. Iko-Iko)
- 2014: Brenda Boykin
- 2016: Sia

Mit verändertem Text und (weitgehend) beibehaltenem Refrain gibt es einige weitere Coverversionen, unter anderem von:
- 1965: Rolf Harris (Textveränderungen)
- 1981: The Neville Brothers (Textveränderungen)
- 1982: Saragossa Band als Aiko Aiko (Textveränderungen)
- 2001: Captain Jack (Textveränderungen)
- 2017: Justin Wellington & Small Jam (neuer Text)

Mit vollständig neuem Text:
- 2000: Zap Mama – Soundtrack: Mission: Impossible II (2000)
- 2002: Donald Harrison (Instrumental)

Coverversionen mit neuem Text in anderen Sprachen:
- 1978: Daniel David: Ein Schuß Rum in den Tee in Deutsch
- 1982: Tina York: Aiko Aiko in Deutsch (teilweise beibehaltener Refrain)
- 1994: Schtärneföifi: Heicho – ohni Znacht is Bett in Schweizerdeutsch
- 2005: Henri Dès: Allô Pépé in Französisch